# Sabina Matos

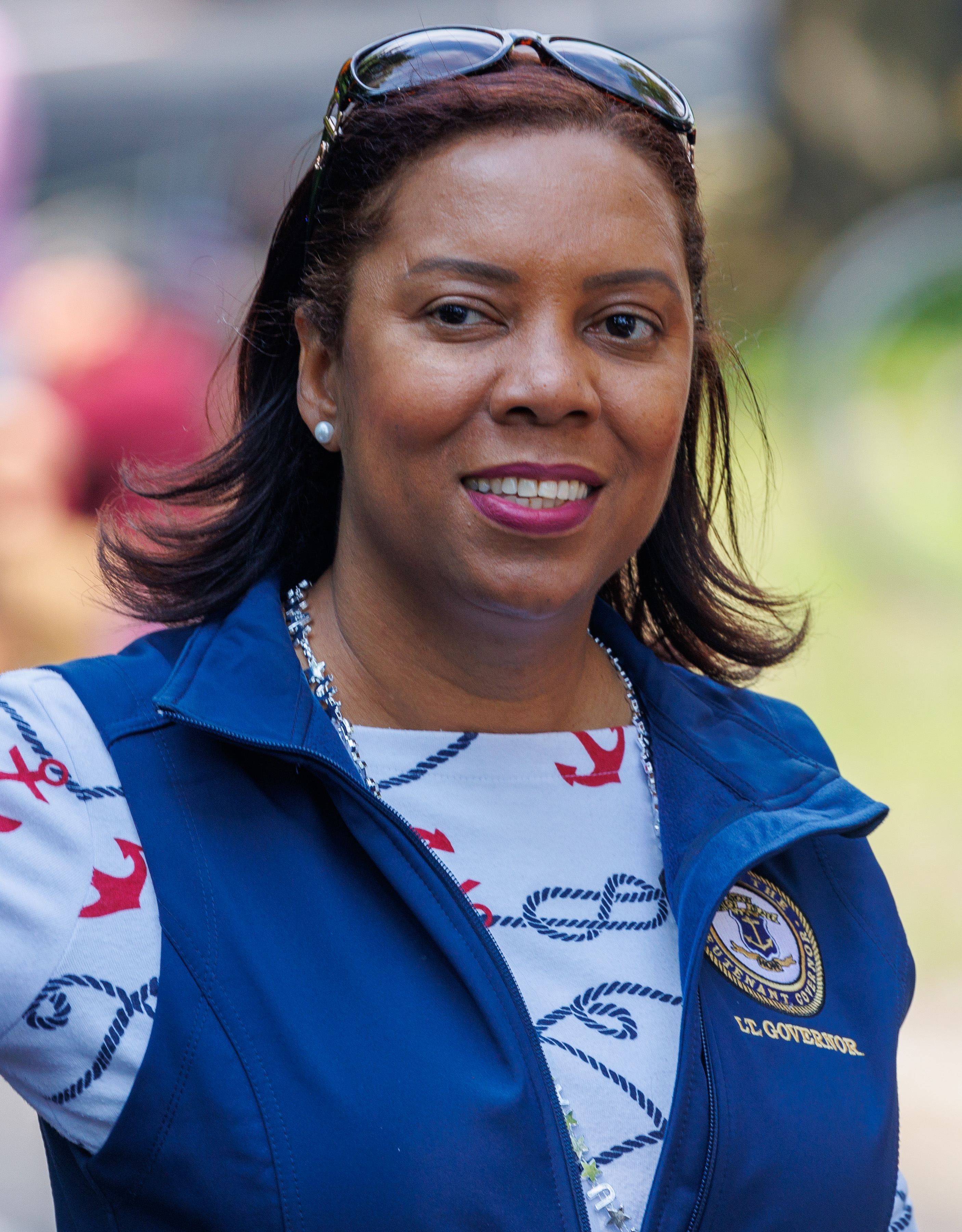
Sabina Matos, 2023

Sabina Matos (* 13. Februar 1974 in Paraíso, Barahona, Dominikanische Republik) ist eine US-amerikanische Politikerin (Demokratische Partei). Sie ist seit dem 14. April 2021 Vizegouverneurin des Bundesstaates Rhode Island. Zuvor gehörte sie von 2011 bis 2021 dem Stadtrat von Providence an, dessen Vorsitzende sie von 2019 bis 2021 war.

## Leben
Sabina Matos wuchs in ihrem Geburtsort Paraíso in der Provinz Barahona in der Dominikanischen Republik auf. Ihr Vater ist als Kommunalpolitiker aktiv und war zeitweise Bürgermeister von Paraíso. Im April 1994 wanderte Matos zusammen mit ihrer Schwester in die Vereinigten Staaten aus, allerdings kehrte sie noch im selben Jahr wieder in die Dominikanische Republik zurück. Später zog sie nach Providence, wo sie am Rhode Island College einen Bachelorabschluss erlangte. Im Jahr 2005 wurde Matos amerikanische Staatsbürgerin.
Nach einer erfolglosen Kandidatur im Jahr 2006 wurde Matos vier Jahre später in den Stadtrat von Providence gewählt. Von Mai bis Dezember 2017 war sie kommissarische Stadtratsvorsitzende. Im Januar 2019 wurde Matos zur Stadtratsvorsitzenden gewählt, wo sie David Salvatore ablöste. Im Januar 2021 wurde die damalige Gouverneurin von Rhode Island, Gina Raimondo, von Präsident Joe Biden als Handelsministerin der Vereinigten Staaten nominiert, weshalb diese ihr Amt am 2. März 2021 niederlegte. Der bisherige Vizegouverneur Daniel McKee übernahm damit das Gouverneursamt und das Amt des Vizegouverneurs wurde vakant. Am 31. März 2021 nominierte McKee Matos als neue Vizegouverneurin von Rhode Island. Sie wurde ohne Gegenstimme durch den Senat von Rhode Island bestätigt und am 14. April 2021 vereidigt.
Matos ist verheiratet, hat zwei Kinder und lebt in Olneyville, einem Stadtteil von Providence.